# In the Beginning (album)
Pour les articles homonymes, voir In the Beginning.
In the Beginning  est le deuxième album live de Stevie (Ray) Vaughan et Double Trouble (le nom de scène à l'époque n'incluait pas le deuxième prénom de Vaughan). Alors que l'album est sorti environ deux ans après la mort de Vaughan en 1990, la performance réelle a eu lieu le 1er avril 1980 au Steamboat 1874 à Austin, au Texas, et a été diffusée en direct sur la radio KLBJ-FM.Vaughan, 25 ans, encore à plus de trois ans de la sortie de son premier album studio, se produit avec ses camarades du groupe "Double Trouble": Chris Layton, batteur, et Jackie Newhouse, bassiste. (Newhouse a été remplacé par le bassiste Tommy Shannon en janvier 1981)